# Fritz Brenne
Fritz Brenne (* 15. Mai 1901 in Leipzig; † 6. Mai 2003 in Chemnitz) war ein deutscher Tennisfunktionär und zu Lebzeiten „ältester Tennisspieler Deutschlands“.
1933 kam Fritz Brenne aus Leipzig nach Chemnitz und war 1946 ein Tennis-Aktivist der ersten Stunde. Unter seiner Ägide wurde der heruntergekommene Tennisplatz im Küchwald wieder hergerichtet und der Chemnitzer Tennis-Club Küchwald aufgebaut. 1989 fanden auf dem Tennisgelände in Chemnitz die letzten DDR-Tennismeisterschaften statt. Brenne war Vorsitzender dieses Vereins, der zu DDR-Zeiten BSG Einheit Mitte hieß, bis er 100 Jahre alt war. Er blieb auch als Spieler aktiv und galt deshalb als der „älteste Tennisspieler Deutschlands“.
Brenne war auch als Trainer tätig, im Tennis sowie im Skisport. Später wurde er Ehrenvorsitzender des sächsischen Tennisverbandes sowie seines Chemnitzer Vereins.
Im Jahr 1999 wurde Brenne mit dem Chemmy für sein Lebenswerk ausgezeichnet, und vom Deutschen Tennis Bund erhielt er die Ehrennadel in Gold.